# Mary Sargant Florence

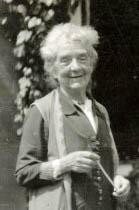
Mary Sargant Florence (1920er)

Children at chess (1903); Tempera auf Holz

Mary Sargant Florence (* 21. Juli 1857 in London; † 14. Dezember 1954 in Twickenham, Sussex) war eine britische Malerin, Autorin und Feministin.

## Leben
Mary Sargant studierte bildende Kunst in Paris bei dem akademischen Maler Luc-Olivier Merson und an der Londoner Slade School bei Alphonse Legros. 1888 heiratete sie den amerikanischen Musiker Henry Smythe Florence (1864–1892), ging mit ihm in die USA und gab die britische Staatsbürgerschaft auf.
Nach dem Tod des Ehemanns durch Ertrinken kehrte sie ihren Kindern zurück nach England. Um 1910 wurde sie wieder britische Staatsbürgerin. In Marlow, Buckinghamshire baute sie ihr Landhaus „Lord’s Wood“ im aktuellen Arts-and-Crafts-Stil und lebte dort bis 1940. In Lord’s Wood beherbergte Mary Sargant während der Sommer häufig Mitglieder der Bloomsbury Group, darunter Lytton Strachey, Maynard Keynes, Virginia Woolf, Ralph und Frances Partridge (1900–2004) und Dora Carrington.
Sie war Mitglied des New English Art Club und der Society of Painters in Tempera.
Mary Sargant-Florence war Suffragette und 1915 Mitglied einer Kommission der Haager Friedenskonferenzen.
Zusammen mit Charles Kay Ogden publizierte sie ein Pamphlet über Militarismus und Feminismus, das 1915 anonym erschien. In dem Buch wird die These aufgestellt, dass Feminismus und Militarismus miteinander eng verwoben sind: Je militaristischer eine Gesellschaft, umso niedriger der Status der Frau.

## Künstlerisches Werk
Neben Porträts und Landschaften in Wasserfarben, Tempera und Pastellkreide und  Werbeplakaten für die Suffragetten-Bewegung schuf Sargant Florence großformatige Fresken u. a. in der Old School in Oakham, Rutland (um 1909–1914) und in der Bournville School in der Nähe von Birmingham (1912–1914). Der Auftrag in Oakham war vermittelt durch ihren Bruder, der an der Oakham School unterrichtete. Dargestellt ist die Geschichte von Gareth aus dem Artus-Stoff.

## Familie
Mary Sargant war die Schwester des britischen Bildhauers Francis William Sargant (1879–1960).
Sie war mit dem amerikanischen Musiker Henry Smyth Florence verheiratet, mit dem sie zwei Kinder hatte. Der Sohn, der Wirtschaftswissenschaftler Philip Sargant Florence (1890–1982), war mit der Psychoanalytikerin und Feministin Lella Secor Florence (1887–1966) verheiratet, die Tochter Alix Sargant Florence (1892–1973), mit dem Psychoanalytiker James Strachey, mit dem sie Freuds Werke ins Englische übersetzt hat.

## Schriften
- Militarism versus Feminism. London: Allen & Unwin, 1915. Volltext (Neuausgabe London: Virago-Press 1987, ISBN 0-86068-782-1.)
- Colour Co-ordination. London: John Lane 1940.